# Marco Antwerpen
Marco Antwerpen (* 5. Oktober 1971 in Unna) ist ein ehemaliger deutscher Fußballspieler und heutiger -trainer.

## Werdegang
Antwerpen stand unter anderem für den SC Fortuna Köln und Preußen Münster auf dem Platz und spielte hauptsächlich in der damals drittklassigen Regionalliga. Seine Trainerkarriere begann er 2014 bei Rot Weiss Ahlen in der fünftklassigen Oberliga. Schon in seiner ersten Saison führte Antwerpen den Verein zum Aufstieg in die Regionalliga. In der Saison 2016/17 trainierte Antwerpen den FC Viktoria Köln in der Regionalliga West und führte die Mannschaft zur Meisterschaft. In der Relegation scheiterte sein Team am FC Carl Zeiss Jena. Am 11. Dezember 2017 wurde die Zusammenarbeit einvernehmlich beendet, da Antwerpen am folgenden Tag den Drittligisten Preußen Münster von Benno Möhlmann übernahm, mit einem Vertrag bis zum Ende der Saison 2017/18. Durch den Klassenerhalt verlängerte sich dieser automatisch um ein Jahr.
Im Januar 2019 gaben Antwerpen und sein Assistent Kurtulus Öztürk bekannt, dass sie den Verein zum Ende der Drittligasaison 2018/19 verlassen.
Im November 2019 wurde Antwerpen als Nachfolger des freigestellten Cheftrainers Christian Flüthmann bei Eintracht Braunschweig vorgestellt. Die Mannschaft befand sich vor dem 16. Spieltag auf dem 5. Tabellenrang und hatte drei Punkte Rückstand auf einen direkten Aufstiegsplatz. Nach einem 3:2-Sieg über Waldhof Mannheim stieg Antwerpen am Ende der Saison mit Braunschweig in die Zweite Liga auf und feierte damit seinen bisher größten sportlichen Erfolg. Dennoch wurde der zum Saisonende auslaufende Vertrag nicht verlängert.
Ende September 2020 übernahm Antwerpen als Nachfolger des freigestellten Michael Schiele den Posten beim Mitaufsteiger Würzburger Kickers. Als Cheftrainer erhielt er beim Tabellenletzten, der nach dem 2. Spieltag noch keine Punkte gewonnen hatte, einen Vertrag bis Sommer 2022. Doch nach nur einem Punkt aus fünf Spielen trennte sich der Verein Anfang November 2020 wieder von Antwerpen.
Am 1. Februar 2021 übernahm er nach dem 22. Spieltag als Nachfolger von Jeff Saibene den abstiegsbedrohten 1. FC Kaiserslautern als Tabellensechzehnten der Dritten Liga. Die Pfälzer, die zwischenzeitlich sieben Punkte Rückstand auf die Nichtabstiegsplätze hatten, sicherten sich am vorletzten Spieltag den Klassenerhalt. In der Saison 2021/22 spielte die Mannschaft nach schleppendem Saisonstart um den Aufstieg. Nach drei Niederlagen an den letzten drei Spieltagen landete der 1. FCK schließlich auf Platz 3 und musste in die Relegation. Vor den entscheidenden Spielen gegen Dynamo Dresden wurde Antwerpen am 10. Mai 2022 freigestellt und durch Dirk Schuster ersetzt.
Ab dem 31. Januar 2024 war Antwerpen Trainer des Drittligisten SV Waldhof Mannheim 07. Nach nur zwei Punkten aus den ersten fünf Ligaspielen der Saison 2024/25 und dem Ausscheiden im Verbandspokal gegen den Landesligisten VfR Gommersdorf wurde er am 17. September 2024 wieder entlassen. Die Mannschaft stand zu diesem Zeitpunkt auf dem letzten Tabellenplatz der 3. Liga.
Am 12. Dezember 2024 gab der VfL Osnabrück die Verpflichtung von Antwerpen bekannt, das Team stand zum Zeitpunkt der Übernahme als Vorjahresabsteiger mit 11 Punkten aus 17 Spielen auf dem letzten Platz der 3. Liga. In der Sommerpause 2025 wurde er bereits wieder entlassen.
Im August 2025 musste sich Antwerpen zusammen mit seinem ehemaligen Co-Trainer Frank Döpper vor dem DFB-Sportgericht verantworten; ihnen wurde vorgeworfen, im Mai 2025 indirekt Druck auf den vom VfL Osnabrück an Blau-Weiß Lohne ausgeliehenen Spieler Bernd Riesselmann ausgeübt zu haben, damit dieser sich vor dem Niedersachsenpokalfinale krankmelde, um so nicht gegen Osnabrück antreten zu können.